# Friedrich Beck
Friedrich Hans Beck (Wiesbaden, 16 de fevereiro de 1927 – 20 de dezembro de 2008) foi um físico alemão. Seus interesses em pesquisas foram focados em supercondutividade, física de partículas, teoria quântica de campos, e mais tarde biofísica e teoria da mente.